# Linia kolejowa nr 4
Linia kolejowa nr 4 Grodzisk Mazowiecki – Zawiercie, Centralna Magistrala Kolejowa (CMK) – linia kolejowa o długości 223,824 km, przebiegająca przez województwa mazowieckie, łódzkie, świętokrzyskie i śląskie. Linię wybudowano w latach 1971–1977.
Linia jest linią magistralną, prawie w całości dwutorową, normalnotorową, zelektryfikowaną o znaczeniu państwowym i europejskim – jako część linii E 65.

## Przebieg
Linia rozpoczyna się na stacji Grodzisk Mazowiecki i do przystanku Jaktorów biegnie równolegle z linią kolejową nr 1 Warszawa Centralna – Katowice po jej północnej stronie. Za przystankiem Jaktorów linia nr 4 przebiega nad linią nr 1 i odgałęzia się na południe. Dalej linia przecina drogę krajową nr 50, linię kolejową nr 12 Skierniewice – Łuków (na którą można wjechać ze stacji Szeligi) oraz drogę ekspresową S8. Następnie linia przecina rzekę Pilicę, drogę krajową nr 48 i linię kolejową nr 22 Tomaszów Mazowiecki – Radom (na którą można wjechać ze stacji Idzikowice).
W okolicy Opoczna linia przebiega nad linią kolejową nr 25 Łódź Kaliska – Dębica (bez możliwości wjazdu na nią) oraz przecina drogę krajową nr 12. W dalszej części linia przecina drogi krajowe nr 74 i 42. W okolicy Włoszczowy linia przebiega nad linią kolejową nr 61 Kielce – Fosowskie (na którą można wjechać ze stacji Włoszczowa Północ i posterunku odgałęźnego Knapówka, co zapewnia połączenie CMK z Częstochową, Opolem i Wrocławiem oraz linią kolejową E 30).
Dalej CMK przecina linię kolejową nr 64 Kozłów – Koniecpol (na którą można wjechać ze stacji Psary) oraz drogę krajową nr 46. Za drogą nr 46 linia zmienia kierunek z południowego na zachodni i biegnie w tym kierunku aż do okolic Myszkowa, gdzie ponownie skręca na południe. Od okolic przystanku Myszków Mrzygłód do końcowej stacji Zawiercie linia biegnie równolegle z linią nr 1 (tory linii nr 4 są po stronie zewnętrznej, a linii nr 1 po stronie wewnętrznej).
Linia przebiega przez województwa mazowieckie, łódzkie, świętokrzyskie i śląskie.
Linia podzielona jest na 4 odcinki:
- A: Grodzisk Mazowiecki – Idzikowice (od 1,091 do 80,608)
- B: Idzikowice – Knapówka (od 80,608 do 160,588)
- C: Knapówka – Psary (od 160,588 do 170,479)
- D: Psary – Zawiercie (od 170,479 do 224,915)

## Charakterystyka techniczna
Geometria linii, sieć trakcyjna, nawierzchnia kolejowa i rozjazdy są dostosowane do prędkości 250 km/h, zasilanie do 220 km/h, a obiekty inżynierskie są przebudowywane dla prędkości 300 km/h. Linia wyposażona jest w czterostawną dwukierunkową samoczynną blokadę liniową oraz system ETCS poziomu 1 w km 3,500–78,516 i 155,075–222,699.

Prędkości maksymalne dla EZT w latach 2017/2018

Według stanu z 31 grudnia 2022 (aktualizacja 31 grudnia 2022) obowiązują następujące prędkości maksymalne dla pociągów:
| Wykaz maksymalnych prędkości w latach 2019-2020 w km/h | Wykaz maksymalnych prędkości w latach 2019-2020 w km/h | Wykaz maksymalnych prędkości w latach 2019-2020 w km/h | Wykaz maksymalnych prędkości w latach 2019-2020 w km/h | Wykaz maksymalnych prędkości w latach 2019-2020 w km/h | Wykaz maksymalnych prędkości w latach 2019-2020 w km/h | Wykaz maksymalnych prędkości w latach 2019-2020 w km/h | Wykaz maksymalnych prędkości w latach 2019-2020 w km/h | Wykaz maksymalnych prędkości w latach 2019-2020 w km/h | Wykaz maksymalnych prędkości w latach 2019-2020 w km/h |
| ------------------------------------------------------ | ------------------------------------------------------ | ------------------------------------------------------ | ------------------------------------------------------ | ------------------------------------------------------ | ------------------------------------------------------ | ------------------------------------------------------ | ------------------------------------------------------ | ------------------------------------------------------ | ------------------------------------------------------ |
| tor 1                                                  | tor 1                                                  | tor 1                                                  |                                                        | odcinek linii                                          | odcinek linii                                          |                                                        | tor 2                                                  | tor 2                                                  | tor 2                                                  |
| pociągi pasażerskie                                    | szynobusy                                              | pociągi towarowe                                       | km pocz                                                | km końcowy                                             | pociągi pasażerskie                                    | szynobusy                                              | pociągi towarowe                                       |                                                        |                                                        |
| 160                                                    | 160                                                    | 80                                                     | 1,091                                                  | 1,395                                                  |                                                        |                                                        |                                                        |                                                        |                                                        |
| 200                                                    | 200                                                    | 80                                                     | 1,395                                                  | 1,813                                                  | 160                                                    | 160                                                    | 80                                                     |                                                        |                                                        |
| 200                                                    | 200                                                    | 80                                                     | 1,813                                                  | 3,200                                                  | 200                                                    | 200                                                    | 80                                                     |                                                        |                                                        |
| 200                                                    | 200                                                    | 120                                                    | 3,200                                                  | 3,500                                                  | 200                                                    | 200                                                    | 120                                                    |                                                        |                                                        |
| 200                                                    | 200                                                    | 120                                                    | 3,500                                                  | 78,516                                                 | 200                                                    | 200                                                    | 120                                                    |                                                        |                                                        |
| 160                                                    | 160                                                    | 120                                                    | 78,516                                                 | 80,300                                                 | 160                                                    | 160                                                    | 120                                                    |                                                        |                                                        |
| 160                                                    | 160                                                    | 120                                                    | 80,300                                                 | 82,400                                                 | 160                                                    | 160                                                    | 120                                                    |                                                        |                                                        |
| 160                                                    | 160                                                    | 120                                                    | 82,400                                                 | 123,200                                                | 160                                                    | 160                                                    | 120                                                    |                                                        |                                                        |
| 160                                                    | 160                                                    | 120                                                    | 123,200                                                | 125,200                                                | 160                                                    | 160                                                    | 120                                                    |                                                        |                                                        |
| 160                                                    | 160                                                    | 120                                                    | 125,200                                                | 154,809                                                | 160                                                    | 160                                                    | 120                                                    |                                                        |                                                        |
| 160                                                    | 160                                                    | 120                                                    | 154,809                                                | 156,496                                                | 160                                                    | 160                                                    | 120                                                    |                                                        |                                                        |
| 200                                                    | 200                                                    | 120                                                    | 156,496                                                | 212,200                                                | 200                                                    | 200                                                    | 120                                                    |                                                        |                                                        |
| 200                                                    | 200                                                    | 120                                                    | 212,200                                                | 214,800                                                | 200                                                    | 200                                                    | 120                                                    |                                                        |                                                        |
| 160                                                    | 160                                                    | 120                                                    | 214,800                                                | 222,400                                                | 160                                                    | 160                                                    | 120                                                    |                                                        |                                                        |
| 110                                                    | 110                                                    | 100                                                    | 222,400                                                | 224,889                                                | 110                                                    | 110                                                    | 100                                                    |                                                        |                                                        |
|                                                        |                                                        |                                                        | 224,889                                                | 224,915                                                | 110                                                    | 110                                                    | 100                                                    |                                                        |                                                        |
| nie zawiera ograniczeń z Wykazu Ostrzeżeń Stałych      |                                                        |                                                        |                                                        |                                                        |                                                        |                                                        |                                                        |                                                        |                                                        |

Według stanu z 7 lipca 2015 cała linia jest klasy D3, z wyjątkiem odcinka pomiędzy kilometrem 123,200 a 212,200, który jest klasy D4. Oznacza to, że maksymalny nacisk osi wynosi 22,5 t.
Według stanu z 1 czerwca 2015 sieć trakcyjna, w zależności od odcinka, jest przystosowana do prędkości maksymalnej od 160 do 200 km/h, obciążalność prądowa wynosi od 1725 do 2540 A, a minimalna odległość pomiędzy odbierakami prądu wynosi 20 m lub jest dowolna.

## Infrastruktura

### Rozgałęzienia

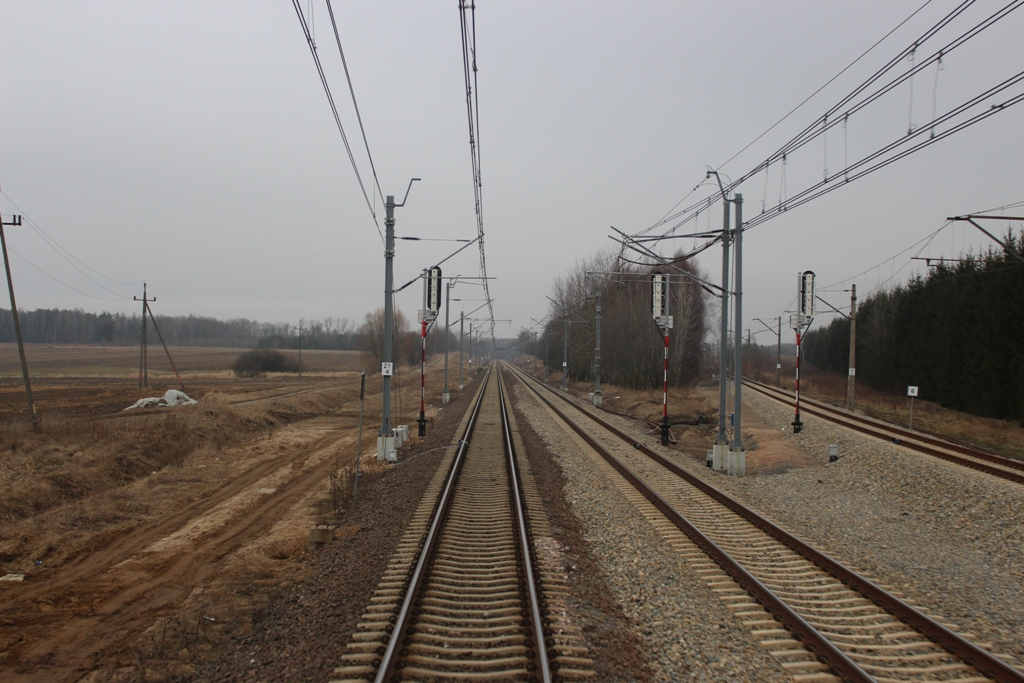
Zjazd na łącznicę nr 575 prowadzącą do linii nr 12

| punkt               | linia | kierunek                   |
| ------------------- | ----- | -------------------------- |
| Grodzisk Mazowiecki | 1     | Warszawa Centralna         |
| Grodzisk Mazowiecki | 1     | Katowice                   |
| Szeligi             | 12    | Łuków                      |
| Idzikowice          | 22    | Tomaszów Mazowiecki        |
| Idzikowice          | 22    | Radom Główny               |
| Włoszczowa Północ   | 61    | Fosowskie                  |
| podg. Knapówka      | 61    | Kielce Główne              |
| Psary               | 64    | Kozłów                     |
| Zawiercie           | 1     | Warszawa Centralna         |
| Zawiercie           | 1     | Katowice                   |
| Zawiercie           | 182   | Tarnowskie Góry            |
| Zawiercie           | 186   | Dąbrowa Górnicza Ząbkowice |
| [ 8 ] [ 18 ]        |       |                            |

### Punkty eksploatacyjne
Na linii znajduje się 14 punktów eksploatacyjnych: 11 stacji kolejowych i 3 posterunki odgałęźne.
| Rodzaj i nazwa                      | Zdjęcie | Liczba krawędzi peronowych | Infrastruktura | Dawne nazwy                                                              |
| ----------------------------------- | ------- | -------------------------- | --- | ------------------------------------------------------------------------ |
| stacja kolejowa Grodzisk Mazowiecki |         | 3                          | przejście nad- i podziemne zadaszenie peronów urządzenia nagłaśniające kasy biletowe i biletomaty rampa i plac załadunkowy bocznice: - Gedeon Richter Polska - Futura G.M - F.H. Stoton        | Grodzisk (1845–1922)                                                     |
| stacja kolejowa Korytów             |         | 0                          | bocznica do Mach-Pol |                                                                          |
| stacja kolejowa Szeligi             |         | 0                          | |                                                                          |
| posterunek odgałęźny Biała Rawska   |         | 0                          | |                                                                          |
| stacja kolejowa Strzałki            |         | 0                          | |                                                                          |
| stacja kolejowa Idzikowice          |         | 0                          | bocznice: - Zakład Usług Taborowych Remtrak - Zakład Napraw Taboru Przewozów Regionalnych |                                                                          |
| stacja kolejowa Opoczno Południe    |         | 2                          | przejście podziemne wiata urządzenie nagłaśniające |                                                                          |
| posterunek odgałęźny Pilichowice    |         | 0                          | |                                                                          |
| stacja kolejowa Olszamowice         |         | 0                          | |                                                                          |
| stacja kolejowa Włoszczowa Północ   |         | 3                          | wiata urządzenie nagłaśniające | Włoszczowa Północna (1974–1992)                                          |
| posterunek odgałęźny Knapówka       |         | 0                          | |                                                                          |
| stacja kolejowa Psary               |         | 0                          | |                                                                          |
| stacja kolejowa Góra Włodowska      |         | 0                          | |                                                                          |
| stacja kolejowa Zawiercie           |         | 4                          | przejście podziemne zadaszenie peronów wyświetlacze elektroniczne urządzenie nagłaśniające kasy biletowe i biletomaty Wi-Fi bocznice: - CMC Zawiercie - Zakłady Produkcyjne B-D Witold Brodzik | Zawiercie (1847–1940) Warthenau (Zawiercie) (1941) Warthenau (1942–1945) |
| [ 18 ]                              |         | [ 19 ]                     | | [ 27 ]                                                                   |

## Historia

### Projektowanie i budowa
Centralna Magistrala Kolejowa została zaprojektowana w latach 1970–1971 i już podczas projektowania planowano dostosować ją do prędkości 200 – 250 km/h, stąd zastosowano odpowiednio duże promienie łuków – 4000 m – oraz odpowiednio dużą odległość pomiędzy osiami torów – 4,5 m.
Linia została wybudowana w latach 1971–1977 w trzech etapach:
- 26 września 1974 r. uruchomiono jeden tor magistrali na odcinku Zawiercie – Idzikowice wraz z łącznicami. Odcinek pierwotnie wyposażono w prowizoryczne urządzenia sterowania ruchem kolejowym składające się z urządzeń kluczowych i sygnalizacji mechanicznej. Po roku eksploatacji oddano do użytku drugi tor, a odcinek zelektryfikowano[29]. Do dnia 14.05.1975 r. na linii usunięto 48609 usterek, głównie w zakresie niewłaściwego wykonania toru (niewłaściwa geometria, niewłaściwe wymiary, niewłaściwe położenie toru). 24495 usterek pozostało do usunięcia. Prace w zakresie nawierzchni torowej od września 1974 r. do kwietnia 1975 r. pochłonęły 68500 roboczogodzin[30].
- 30 czerwca 1977 r. uruchomiono odcinek Idzikowice – Szeligi wraz z łącznicami
- 28 grudnia 1977 ostatni odcinek Szeligi – Grodzisk Mazowiecki.

W czerwcu 1977 r. w torach CMK zabudowano tor kolejowy w technologii bezstykowej na szynach S60.
W latach 1979–1980 całkowicie zelektryfikowano oba tory i zakończono budowę jej pierwotnej wersji
W latach 70. planowano wydłużenie linii CMK w kierunku północnym. Zakładano przebieg trasy od stacji Korytów przez Wyszogród – Płock – Brodnicę do Gdańska, z możliwym odgałęzieniem do Olsztyna. Do realizacji tych planów nigdy nie doszło.

#### Urządzeniasterowania ruchem kolejowym
W latach 1976–1980 wszystkie 9 stacji i 2 posterunki odgałęźne wyposażono w przekaźnikowe zblokowane urządzenia nastawcze typu IZH-111 produkowane przez ZWUS Katowice na licencji szwedzkiej firmy LM Ericsson. Zakładano budowę samoczynnej blokady liniowej typu IZB-111, jednak po montażu w 1980 r. na odcinku Włoszczowa Północ – Knapówka usterki spowodowały decyzję o zaniechaniu dalszej budowy tego typu urządzeń i demontaż w roku 1982. W celu zapewnienia przepustowości linii kolejowej zabudowane zostały posterunki odstępowe: m.in. Solec, Siedlów, Zaostrów, Oleszno, Nakło, Browarek i Bory.
W latach 1985–1986 linia została wyposażona w czterostawną dwukierunkową samoczynną blokadę liniową typu Eac wraz z systemem SHP.

### Pierwsze pociągi pasażerskie
W pierwszym okresie eksploatacji przez CMK jeździły wyłącznie pociągi towarowe, głównie z węglem.
3 czerwca 1984 wraz z wejściem w życie rozkładu jazdy na lata 1984/1985 na linii rozpoczęły kursowanie dwie pary pociągów ekspresowych: Górnik Warszawa – Gliwice oraz Krakus Warszawa – Kraków. Prędkość maksymalna tych pociągów po raz pierwszy w historii polskich kolei wynosiła 140 km/h (według innego źródła - od dnia 30.06.1984 r.). Wcześniej, od 1972 roku, największa prędkość rozkładowa w Polsce wynosiła 130 km/h i dotyczyła niektórych odcinków na trasie E 20 Warszawa – Poznań. Dzięki wprowadzeniu ekspresów na CMK doszło do znacznego skrócenia czasów jazdy, w zależności od relacji wynoszących 65 – 87 min (patrz tabela poniżej). W kolejnych rozkładach jazdy czasy te były skracane po kilka minut.
| Relacja             | 1983/1984  | 1984/1985  | 1985/1986  | Kolejne lata |        |
| ------------------- | ---------- | ---------- | ---------- | ------------ | ------ |
| Warszawa – Katowice | 4 h 6 min  | 3 h        | 2 h 58 min | 2 h 49 min   | [ 32 ] |
| Katowice – Warszawa | 4 h 31 min | 3 h 4 min  | 2 h 58 min | 2 h 49 min   | [ 32 ] |
| Warszawa – Kraków   | 4 h 29 min | 3 h 11 min | 3 h 4 min  | 2 h 52 min   | [ 32 ] |
| Kraków – Warszawa   | 4 h 23 min | 3 h 18 min | 3 h 4 min  | 2 h 52 min   | [ 32 ] |

### Podwyższenie prędkości do 160 km/h
Od 29 maja 1988 na CMK zaczęły kursować pierwsze pociągi z prędkością 160 km/h. Podobnie jak 4 lata wcześniej były to ekspresy Górnik i Krakus. Pociągi prowadzone były 2 lokomotywami EP05 lub jedną EP09. Czasy jazdy wynosiły odpowiednio:
- Warszawa – Katowice – 2 h 42 min,
- Warszawa – Kraków – 2 h 45 min.

W kolejnych latach czasy przejazdu tych odcinków oscylowały w granicach 2 godziny 40 minut do 2 godziny 50 minut. Rekordowe czasy przejazdu przy prędkości maksymalnej 160 km/h osiągnięto w rozkładzie jazdy 2009/2010:
- InterCity Kościuszko pokonywał odcinek Warszawa – Kraków w czasie 2 godziny 28 minut (bez postojów),
- EuroCity Praha i Sobieski pokonywały odcinek Warszawa – Katowice w czasie 2 godziny 23 minuty (z jednym postojem).

Uzyskanie tak dobrych czasów jazdy było możliwe dzięki minimalnej liczbie postojów oraz małej rezerwie czasowej wynoszącej 5–6 minut na całą trasę. W kolejnych latach ze względu na wzmożone prace modernizacyjne czasy oscylowały w granicach 2 godziny 40 minut do ponad 3 godziny.

### Modernizacja

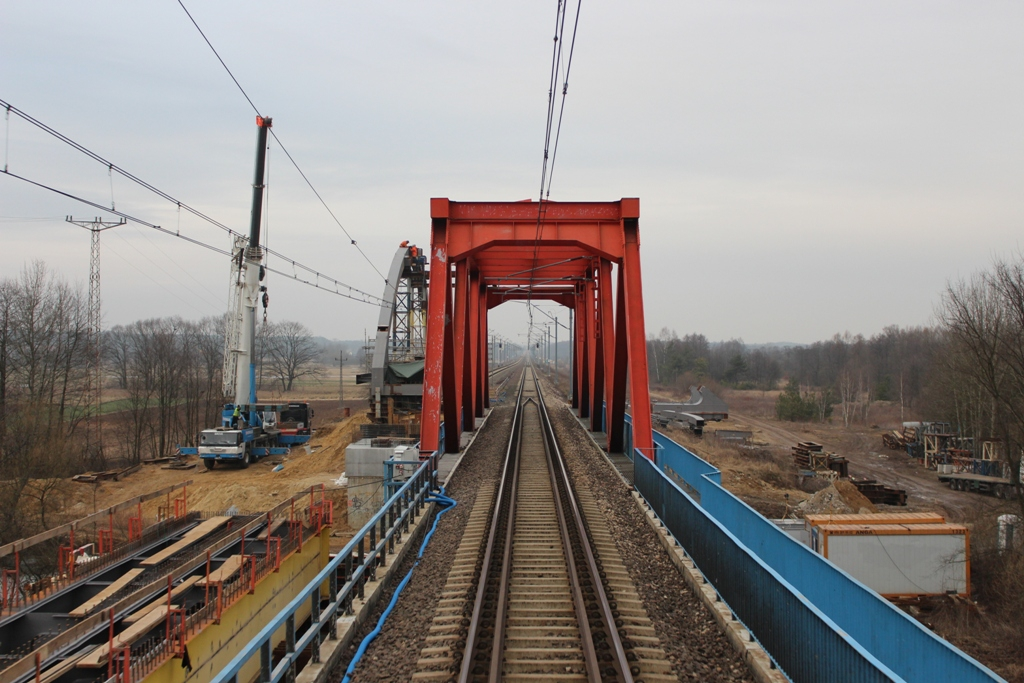
Most na Pilicy w trakcie modernizacji w lutym 2015

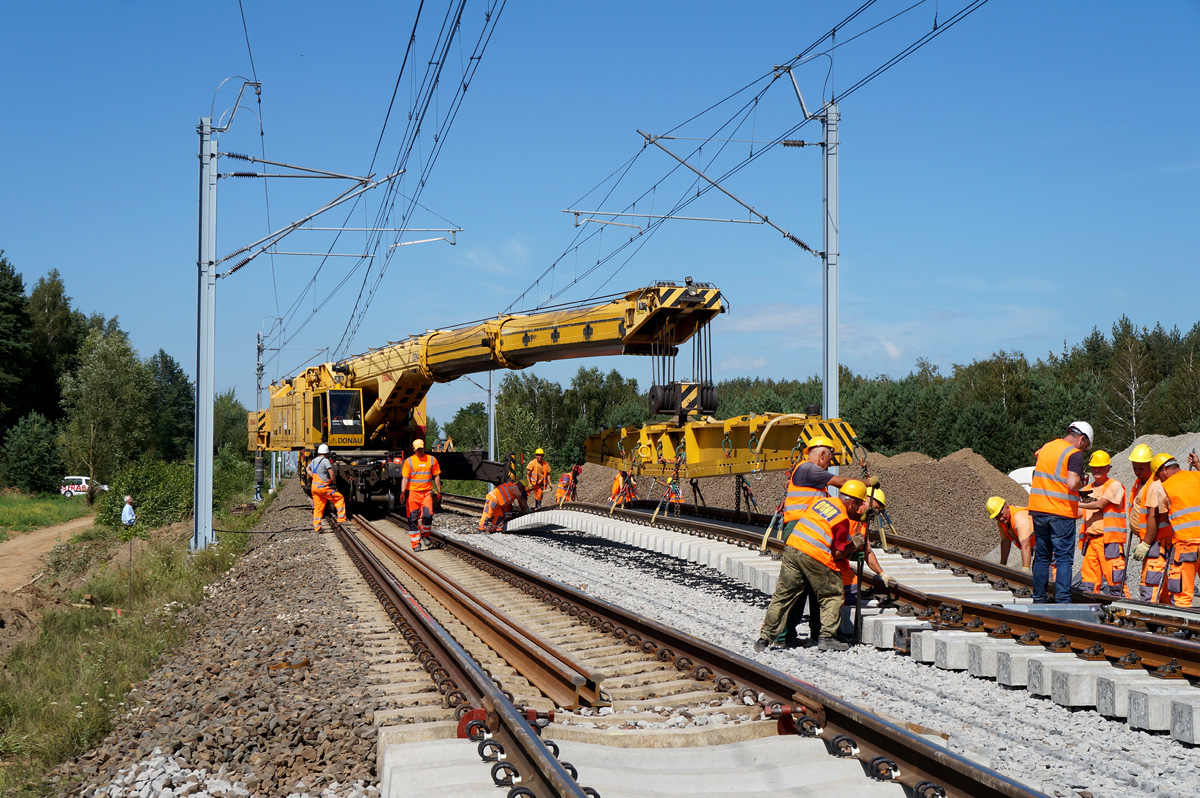
Posterunek Biała Rawska w trakcie modernizacji w sierpniu 2016

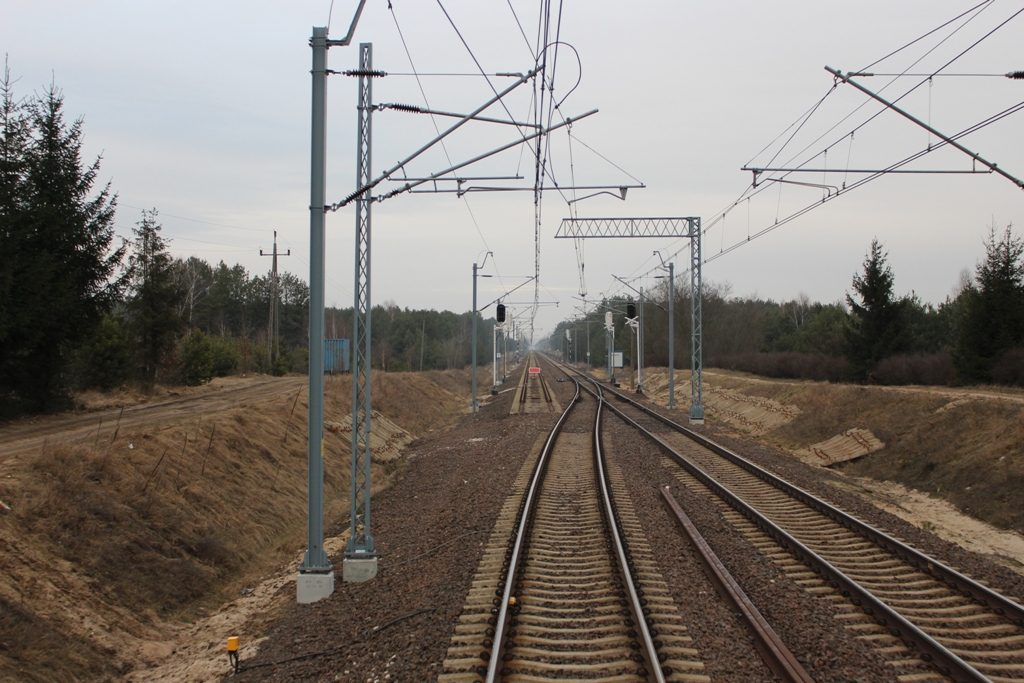
Tymczasowy posterunek Pilica

Pierwsze prace wystartowały już w 1993 roku, kiedy to rozpoczęto modernizację torów głównych szlakowych, w ramach której zastosowano podkłady strunobetonowe, przytwierdzenia sprężyste oraz najnowocześniejsze wówczas maszyny do wymiany podtorza i nawierzchni. Do 2001 roku zmodernizowano w taki sposób odcinek Zawiercie – Psary.
W zakresie urządzeń sterowania ruchem kolejowym w latach 1992-1998 przekaźnikowe urządzenia blokowe typu IZH-111 zostały zastąpione przez ZWUS Katowice na hybrydowy (przekaźnikowo-komputerowy) system SUP (SUP-1, SUP-2, SUP-3), a do 2008 r. większość urządzeń hybrydowych typu SUP została zastąpiona przez komputerowe urządzenia nastawcze typu EBI LOCK 850/950.
Od roku 2000 zaczęto eksperymentalnie przebudowywać stację Psary w celu jej dostosowania do prędkości 200–250 km/h, montując zarówno rozjazdy z ruchomymi dziobami krzyżownic (pierwsze w Polsce), jak i zupełnie nowe rozjazdy sieciowe (gdzie pantograf przy jeździe na wprost nie styka się z przewodami w kierunku zwrotnym) i komputerowe systemy sterowania.
Na 7-kilometrowym odcinku Psary – Góra Włodowska w torze nr 1 zamontowano zupełnie nową sieć trakcyjną, zaprojektowaną i wykonaną przez polskich inżynierów i dostosowaną do ruchu z prędkością 250 km/h przy zasilaniu 3 kV prądem stałym. Taką sieć montowano również na wszystkich modernizowanych później odcinkach. Jest to sieć ciężka o dwóch linkach nośnych i dwóch przewodach jezdnych o całkowitym przekroju 440 mm² i specjalnej kompozycji miedzi z innymi dodatkami, aby przenosić obciążenia prądowe do 3200 A.
W podobnym zakresie jak stacja Psary w następnych latach zostały zmodernizowane stacje Góra Włodowska, Korytów (rozjazdy bez ruchomych dziobów krzyżownic) oraz posterunek odgałęźny Knapówka.
W 2009 roku na CMK rozpoczęła się instalacja systemu ETCS poziomu 1; budowa tego systemu wiązała się m.in. z instalacją około 1200 balis torowych oraz około 20 km przewodów. Od 26 września do 1 października 2011 jedna z lokomotyw EU44 należąca do PKP Intercity została wykorzystana do testów tego systemu. 21 listopada 2013 prezes Urzędu Transportu Kolejowego zezwolił na jego eksploatację.
W latach 2010–2014 zmodernizowano odcinek Włoszczowa Płn. – Olszamowice, ale bez obu stacji. Wymieniono sieć trakcyjną, wyremontowano wszystkie obiekty inżynierskie, punktowo wzmocniono podtorze (w tym metodą palowania) oraz wybudowano trzy nowe wiadukty drogowe w miejsce dotychczasowych przejazdów kolejowo-drogowych oraz zakontraktowano budowę kilku następnych. Nieco później rozpoczęto modernizację 80 km północnego fragmentu linii od Grodziska Mazowieckiego do Idzikowic (poza zmodernizowaną już stacją Korytów), tym razem z prawie wszystkimi stacjami tj. Szeligi, Strzałki i podg. Biała Rawska, ale bez stacji Idzikowice, która jest bardziej rozbudowana niż inne, przez co jej przebudowa jest droższa.
Od 16 listopada 2013 do 8 grudnia 2013 (w dni wolne) trwały na linii nr 4 testy składów ED250 Pendolino, podczas których kilkukrotnie bito rekord prędkości oraz przetestowano poprawność działania różnych systemów, w tym ETCS.
W grudniu 2014, żeby ograniczyć utrudnienia związane z modernizacją mostu na Pilicy, otwarto dodatkowy, tymczasowy posterunek odgałęźny Pilica, dzięki czemu jednotorowy odcinek skrócił się z 23 do 10 km.

### Dodatkowe perony, posterunki i łącznica

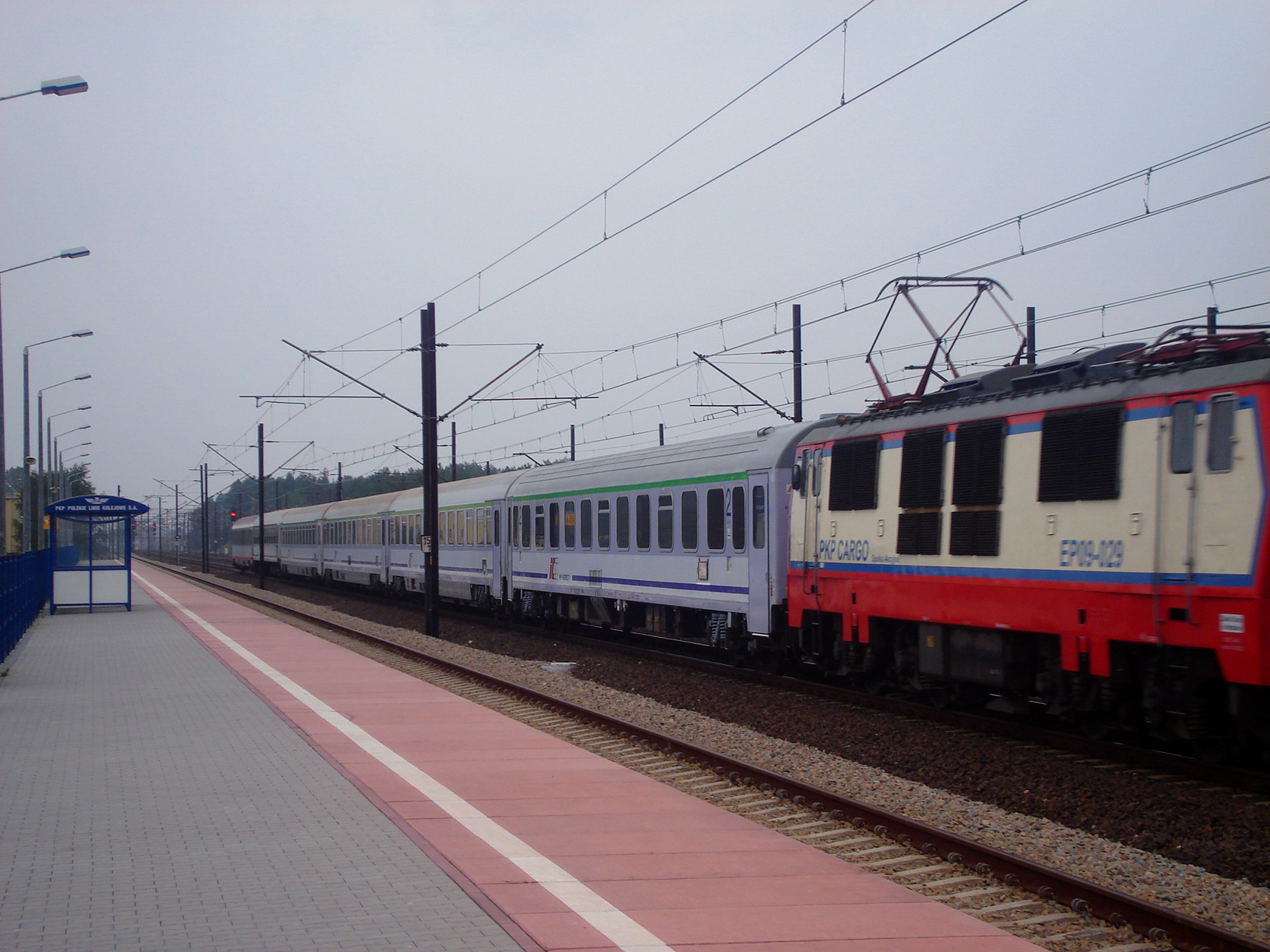
Pociąg PKP Intercity przejeżdżający bez zatrzymania przez stację Włoszczowa Północ

W marcu 2006 rozpoczęto budowę peronu pasażerskiego na stacji Włoszczowa Północ. 16 października 2006 zaczęły zatrzymywać się tam pociągi PKP Intercity (TLK i Ex), 5 czerwca 2009 pociągi Interregio Przewozów Regionalnych, a 15 grudnia 2014 Express InterCity Premium PKP IC. Na początku listopada 2016 PKP PLK podpisała z przedsiębiorstwem Trakcja PRKiI umowa na modernizację stacji Włoszczowa Północ połączoną z dobudową drugiego peronu oraz dostosowaniem jej do budowy w przyszłości łącznicy nr 582 Czarnca – Włoszczowa Płn. 11 sierpnia 2017 otwarto nowy peron.
14 grudnia 2014 otwarto peron na stacji Opoczno Południe. Prace budowlane rozpoczęły się wiosną 2014. Oddano do użytku jednokrawędziowy peron o długości 300 m i wysokości 76 cm. Oprócz tego zabudowana została wiata przystankowa, oświetlenie, a SRK zostało przebudowane tak, by nie kolidowało z istnieniem krawędzi peronowej. 16 maja 2017 PKP PLK podpisały umowę z przedsiębiorstwem Porr Polska Construcion na modernizację stacji połączoną z dobudową drugiego peronu.
11 sierpnia 2017 uruchomiono posterunek odgałęźny Pilichowice pomiędzy stacjami Opoczno Południe i Olszamowice.
29 grudnia 2017 PKP PLK podpisało z przedsiębiorstwem ZUE umowę na zaprojektowanie i budowę łącznicy pomiędzy Czarncą a Włoszczową Północną, umożliwiającej wjazd na CMK w stronę północną od Kielc. W grudniu 2022 łącznica udostępniona została przewoźnikom.

### Podwyższenie prędkości do 200 km/h
14 grudnia 2014 ED250 Pendolino rozpoczęły planowe kursowanie z prędkością 200 km/h na odcinku Zawiercie-Olszamowice. Polska stała się pierwszym krajem spośród państw należących od 2004 roku do Unii Europejskiej, gdzie wprowadzano większą prędkość pociągów niż 160 km/h. Prędkość maksymalną wynoszącą 200 km/h wprowadzono na odcinku od km 125,200 do km 212,200 (czyli na szlaku Olszamowice – Zawiercie) z wyłączeniem km 151,900–155,430 (stacja Włoszczowa Północ) oraz km 142,850–149,500 (znajdują się tam przejazdy w poziomie szyn). Łączna długość odcinków z dozwoloną prędkością 200 km/h wynosiła 76,820 km.
12 marca 2017 rozpoczęły się prace modernizacyjne na stacjach Olszamowice i Włoszczowa Północ, w związku z czym skrócono odcinek z dopuszczoną prędkością 200 km/h do 58 km (km 156,496–214,800).
10 grudnia 2017 na odcinku Grodzisk Mazowiecki – Idzikowice (80 km) wprowadzono prędkość 200 km/h.
PKP PLK ogłosiły w 2018, że planują podwyższenie prędkości na całej linii kolejowej CMK do 230 km/h.

## Eksploatacja linii

### Ruch pociągów pasażerskich

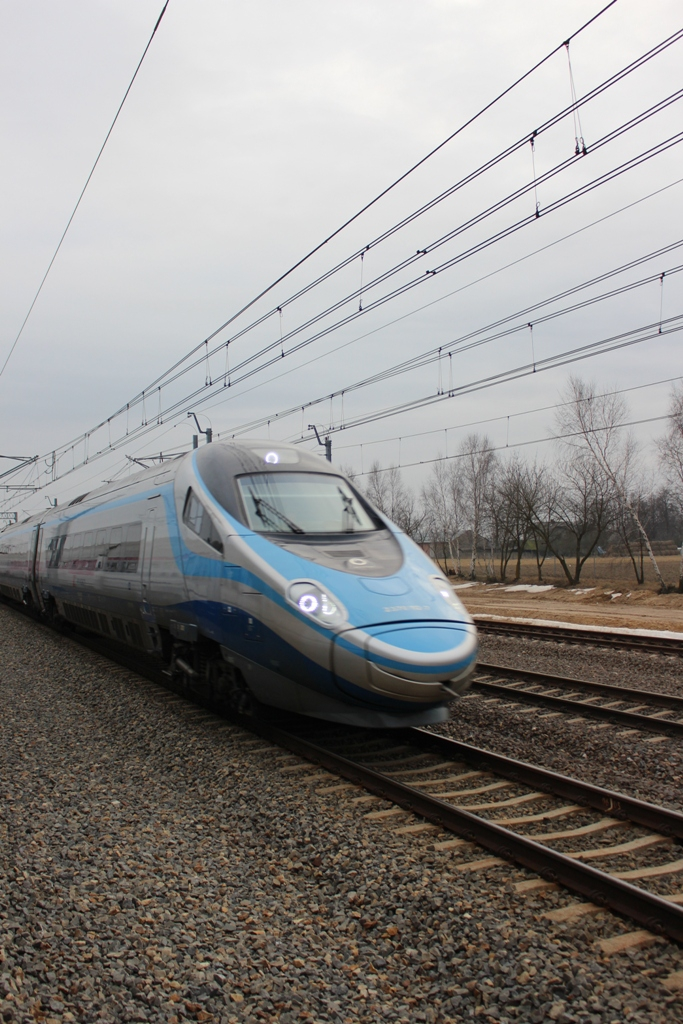
ED250 przejeżdżający przez stację Strzałki

CMK wykorzystywana jest przede wszystkim przez pociągi dalekobieżne łączące Warszawę z Krakowem, Katowicami i Wrocławiem. Pociągi pasażerskie uruchamiane są przez PKP Intercity oraz Polregio (na fragmencie linii).
Według rozkładu jazdy 2016/2017 na CMK pociągi pasażerskie zatrzymują się na stacjach:
- Opoczno Południe – pociągi IC i TLK[54];
- Włoszczowa Północ – pociągi EIP i część EIC łączące Katowice z Warszawą oraz pociągi IC i TLK[55];
- Zawiercie – pociągi EIP, IC, TLK i EIC (w tym międzynarodowe)[56].

Od 5 czerwca 2009 do 13 czerwca 2015 po linii kursowały również pociągi Interregio Przewozów Regionalnych, a od 12 grudnia 2015 do 9 lipca 2017 również pociąg Dragon Kolei Mazowieckich.

### Ruch pociągów towarowych
PKP PLK w grudniu 2013 wprowadziły ograniczenie – po linii nie mogą jeździć pociągi z prędkościami poniżej 120 km/h. Według rzecznika PKP PLK ograniczenie to ma charakter czysto eksploatacyjny i wiąże się z dostosowaniem linii nr 4 do prędkości powyżej 160 km/h. Odpowiednia profilacja torów na liniach przygotowanych do takich prędkości sprawia, że pociągi jadące wolniej niż 120 km/h powodują nadmierne zużywanie infrastruktury.
Przed wprowadzeniem tego ograniczenia po linii jeździło około 15 pociągów towarowych dziennie, przewożących kilka milionów ton ładunków rocznie.

### Testy taboru

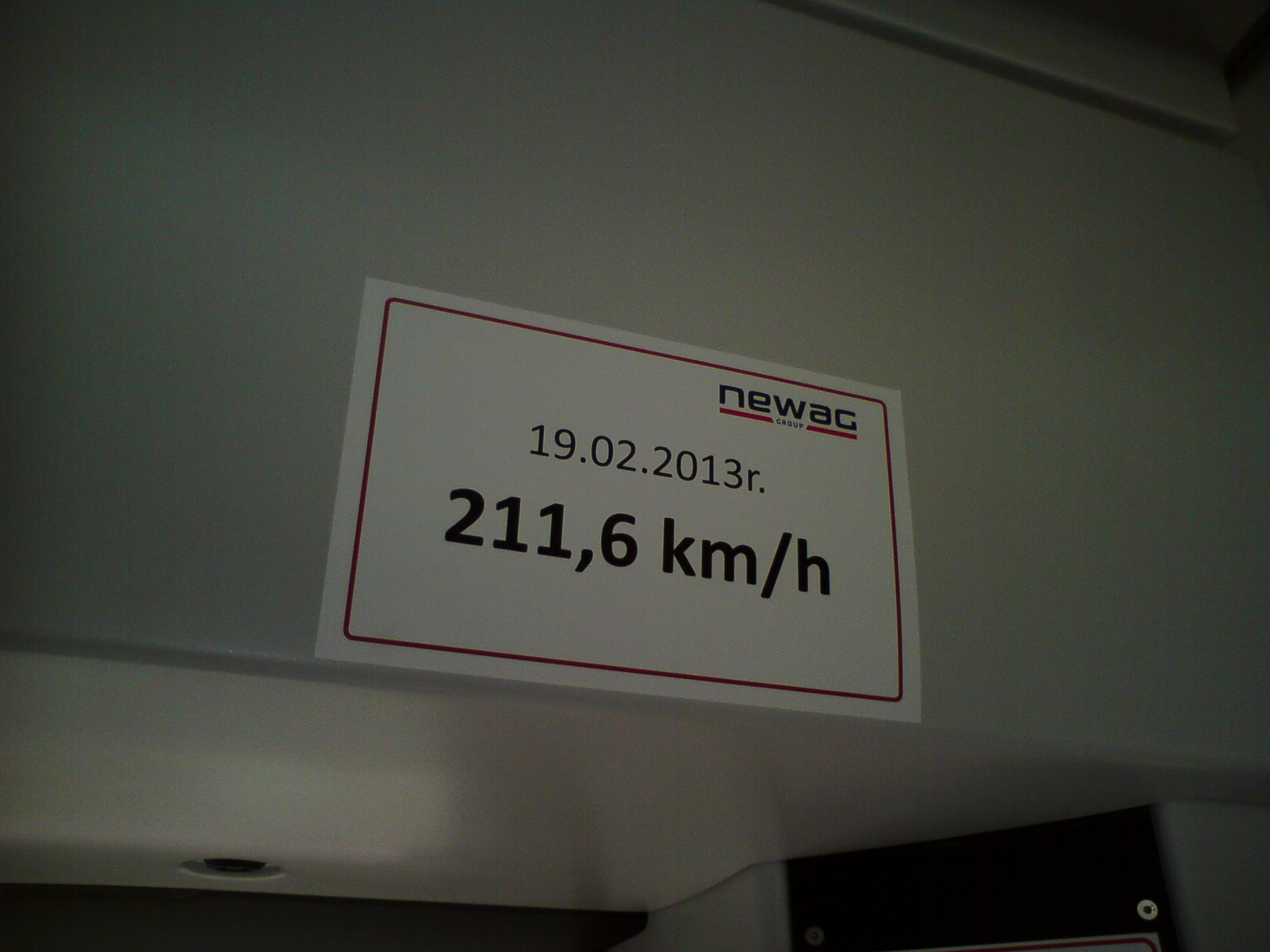
Tablica upamiętniająca jeden z rekordów

Centralną Magistralę Kolejową cechują bardzo dobre warunki techniczne, w związku z czym jest ona wykorzystywana do testów nowego taboru. Testowano tutaj m.in. EZT: 19WE, 31WE, ED74, EN75, ED161, ED250 czy ETR460, jak również lokomotywy: EU43, EU44, Vectron MS oraz wagony 154A z wózkami 25ANa.
Na CMK zostały pobite wszystkie rekordy Polski po 1968 roku, kiedy to po raz ostatni na linii kolejowej nr 3 lokomotywa EU05-29 przekroczyła barierę 174 km/h.
| Data              | Pojazd     | Producent        | Rodzaj pojazdu         | Prędkość   | Rodzaj rekordu                                                          |               |
| ----------------- | ---------- | ---------------- | ---------------------- | ---------- | ----------------------------------------------------------------------- | ------------- |
| 11 maja 1994      | ETR460 260 | Fiat Ferroviaria | EZT                    | 250,1 km/h | rekord prędkości pojazdu szynowego na torach Europy Środkowo-Wschodniej | [ 74 ]        |
| 18 kwietnia 1999  | EU43-001   | Adtranz-Pafawag  | lokomotywa elektryczna | 222 km/h   | rekord prędkości lokomotywy na polskich torach                          | [ 70 ]        |
| 29 maja 2009      | EU44-001   | Siemens          | lokomotywa elektryczna | 235 km/h   | rekord prędkości lokomotywy na polskich torach                          | [ 71 ]        |
| 19 lutego 2013    | 31WE-001   | Newag            | EZT                    | 211,6 km/h | rekord prędkości pojazdu całkowicie polskiej konstrukcji                | [ 64 ]        |
| 24 listopada 2013 | ED250-001  | Alstom Transport | EZT                    | 293 km/h   | rekord prędkości pojazdu szynowego na torach Europy Wschodniej          | [ 68 ]        |
| 29 sierpnia 2015  | 45WE-010   | Newag            | EZT                    | 225,2 km/h | rekord prędkości pojazdu całkowicie polskiej konstrukcji                | [ 75 ] [ 76 ] |